# سید محمدمهدی پورفاطمی
سید محمدمهدی پورفاطمی (فرزند حاج سیدحسین، زادهٔ ۱۳۴۱ در شهر کاکی از توابع شهرستان دشتی - استان بوشهر) روحانی فعال سیاسی و اصلاح طلب میانه‌رو در استان بوشهر است. در زادگاهش او به نام سیدمجتبی می‌شناسند. چون پدرش مخالف مدارس نوین بود. او و برادرانش هرگز به مدرسه نرفتند. اما همگی در مکتب‌خانه‌های سنتی سواد خواندن را آموختند. این خانواده از قدیم‌الایم دارای نفوذ گسترده‌ای در منطقه دشتی بودند، به طوری که کمتر کسی روی حرف آنان حرفی می‌زد. بنابراین توصیه‌هایشان در حد فرایض دینی برای مردم اهمیت داشت. به همین دلیل هر گاه از کاندیداتوری فردی حمایت کردن او بدون شک گوی سبقت را از رقبا برد. یک بار هم استثنائاً حجت‍الاسلام شیخ علی آل بویه در برابر سیدکمال‌الدین شهریاری باخت و باعث شگفتی همگان حتی آقای شهریاری شد.
سیدمجتبی از وقتی که کاندید شد با فاصله زیاد رقبایش را برد و بدین طریق موفق شد در چهار دوره متوالی  ششم، هفتم، هشتم و نهم مجلس شورای اسلامی از حوزهٔ انتخابیهٔ دشتی و تنگستان (از حوزه‌های استان بوشهر) نماینده شود. در  دوره دهم و یازدهم هم کاندید شد اما رد صلاحیت گردید.
دردشتی او را سید اصلاحات می‌نامند اما همان طور که دیدید او تا یک اصلاح‌طلب فرسنگ‌ها فاصله دارد و بند ناف او را به نام سنت و اصولگرایی بریده‌اند.

## فعالیتهای سیاسی (نمایندگی)
دوره‌های نمایندگی وی از حوزهٔ انتخابیهٔ دشتی و تنگستان در استان بوشهر:
- نمایندگی دورهٔ ششم
- نمایندگی دوره هفتم
- نمایندگی دوره هشتم
- نمایندگی دورهٔ نهم و عضو کمیسیون اجتماعی مجلس شورای اسلامی[۳]

وی همچنین از کاندیداهای دهمین دوره انتخابات مجلس شورای اسلامی از حوزه انتخابیه دشتی و تنگستان (از حوزه‌های استان بوشهر) و از نامزدان اصلاح طلب با مشی معتدل بود که ردصلاحیت شد.
او در کاندیداتوری دوره یازدهم مجلس نیز به دلیل عدم التزام به اسلام رد صلاحیت شد.